# Nessuno è solo (Gino Santercole)
Nessuno è solo è un album del cantante Gino Santercole pubblicato nel 2010 dalla Sony Music.

## Tracce
1. Nessuno è solo (M. Politanò, G. Santercole)
2. Cavomba (M. Politanò, G. Santercole)
3. Succede (M. Politanò, G. Santercole)
4. Un tango ballato nel fango (M. Politanò, G. Santercole)
5. Cambiare per cambiare, no (M. Politanò, G. Santercole)
6. Libero (M. Politanò, G. Santercole)
7. Rinascerò (M. Politanò, G. Santercole)